# Ульяновка (Новосибирская область)
Улья́новка — село в Краснозёрском районе Новосибирской области. Входит в состав Зубковского сельсовета. 

## География
Площадь села — 135 гектаров.

## Население
| 2002 | 2007 | 2010 |
| ---- | ---- | ---- |
| 403  | ↘349 | ↘326 |

## Инфраструктура
В селе по данным на 2007 год функционируют 1 учреждение здравоохранения и 1 учреждение образования.